# Georgios Synkellos
Georgios Synkellos, död efter 810, var en bysantinsk författare.
Georgios Synkellos skrev en krönika som omfattade tiden från skapelsen till 284 e.Kr. och som gavs ut av Wilhelm Dindorf i Corpus scriptorum historiæ byzantinæ 1829. Georgios Synkellos verkar ha arbetat mer självständigt än man tidigare har trott, särskilt i fråga om kronologin, som är verkets huvudinnehåll. Hans arbete slutfördes inte.